# Shemurat HaH̱ula
Shemurat HaH̱ula (hebreiska: Shemurat H̱ula, שמורת חולה, שמורת החולה) är ett naturreservat i Israel.   Det ligger i distriktet Norra distriktet, i den norra delen av landet.